# Кубок Палестини з футболу 2018—2019
Кубок Палестини 2018—2019 — 5-й розіграш кубкового футбольного турніру у Палестині за новим форматом. Титул захищав Гіляль Аль-Кудс.

Кубок складається із двох окремих турнірів, Кубка Сектора Гази та Кубка Західного берега. Переможці цих турнірів у двоматчевому протистоянні виборюють Кубок Палестини.

## Фінал
У фіналі брали участь переможець Кубка Сектора Гази 2018-19 Хадамат Рафах та переможець Кубка Західного берега 2018-19 Маркез Балата.
| Команда 1                | Заг. | Команда 2     | 1-й матч | 2-й матч |
| ------------------------ | ---- | ------------- | -------- | -------- |
| 30 червня/4 вересня 2019 |      |               |          |          |
| Хадамат Рафах            | :    | Маркез Балата | 3:2      | :        |

### Перший матч
| 30 червня 2019 17:30 (EEST) |

| Хадамат Рафах         | 1:1      | Маркез Балата |
| --------------------- | -------- | ------------- |
| Аль-Нахаль 72' (пен.) | Протокол | Салем 32'     |

| Муніципальний стадіон, Рафах Арбітр: Фаєз Омран |

### Повторний матч
| 4 вересня 2019 17:00 (EEST) |

| Маркез Балата |          | Хадамат Рафах |
| ------------- | -------- | ------------- |
|               | Протокол |               |

| Місцевий стадіон, Наблус |

Повторний матч фіналу спочатку планувалось зіграти 3 липня 2019 року. Через відсутність ізраїльських дозволів на прибуття гравців із Сектора Газа поєдинок було перенесено спочатку на 3 вересня, а потім на 4 вересня 2019 року. Однак після цього Координатором із діяльності уряду на палестинських територіях матч було скасовано взагалі.
Як наслідок переможця змагання у цьому сезоні визначено не було.